# 51
| [ Edytuj tabelę ] |                                                            |
| Król Armenii      | - 42 Mitrydates 51 - 51 Radamist 54                        |
| Cesarz Chin       | - 25 Guangwudi 57                                          |
| Władca Korei      | - 48 Mobon 53                                              |
| Król Nabatei      | - 40 Malichus II 70                                        |
| Papież            | - 33 Piotr Apostoł 67                                      |
| Król Partów       | - 40 Gotarzes II 51 - 51 Wonones II 51 - 51 Wologazes I 78 |
| Cesarz Rzymu      | - 41 Klaudiusz 54                                          |

Rok 51 / LI
stulecia: I wiek p.n.e. ~
I wiek ~
II wiek

lata: 41 «
46 «
47 «
48 «
49 «
50 «
51
» 52
» 53
» 54
» 55
» 56
» 61

## Wydarzenia
- Europa
  - Burrus został mianowany prefektem pretorianów

## Urodzili się
- 24 października - Domicjan, cesarz rzymski